# 貝特維爾
貝特維爾（德語：Bettwil，德語發音：[ˈbɛtˌviːl]）是瑞士阿爾高州的一个市镇，位於該國北部，面積4.25平方公里，海拔高度688米，截至2018年12月31日总人口为626人。